# Dino Gambogi
Dino Gambogi (22 novembre 1906 – 21 marzo 1951) è stato un calciatore italiano, di ruolo attaccante.

## Carriera
Con il Livorno disputa 20 gare segnando un gol nei campionati di Divisione Nazionale 1927-1928 e 1928-1929.
In seguito milita nel Solvay Rosignano e nel Torrenieri.